# Šumavské pláně
Šumavské pláně jsou geomorfologický podcelek ve střední části Šumavy. Rozprostírají se na ploše 670 km² (jsou tak nejrozsáhlejším geomorfologickým podcelkem Šumavy a zabírají 40 % její celkové rozlohy) a mají průměrnou nadmořskou výšku 980 m. Na západě sousedí s Železnorudskou hornatinou, na severu se Svatoborskou a Vimperskou vrchovinou, na východě s Boubínskou hornatinou, Vltavickou brázdou a Trojmezenskou hornatinou. Mají charakter ploché hornatiny – zarovnaný povrch zabírající plochu asi 450 km² se zde zachoval díky tomu, že sem dosud nepostoupila eroze vodních toků. Do neobvyklé výškové polohy (nad 1000 m n. m.) byl vysunut vrásno-zlomovými pohyby. Nad popsaný peneplén vyčnívají do výše přes 1200 m oblé vrcholky – suky, odlehlíky. Údolí jsou zde většinou mělká a otevřená, často vyplněná rašeliništi. Více rozčleněn je pouze severní okraj plání – především Svojšská hornatina, kterou rozčleňují kaňony Vydry a Křemelné.

## Geologická stavba
Šumavské pláně jsou tvořeny z injikovaných rul moldanubika s proniky granodioritů a žul moldanubického plutonu.

## Geomorfologické okrsky
Pláně se člení na pět geomorfologických okrsků:
- Kochánovské pláně
- Kvildské pláně
- Javornická hornatina
- Svojšská hornatina
- Knížecí pláně

Podrobné geomorfologické členění uvádí následující tabulka:
| Geomorfologické členění Šumavy                                                       | Geomorfologické členění Šumavy | Geomorfologické členění Šumavy                                                                                     |
| ------------------------------------------------------------------------------------ | ------------------------------ | --- |
| ČESKÁ VYSOČINA • Šumavská subprovincie • Šumavská hornatina                          |                                | |
| ŠUMAVSKÉ PLÁNĚ                                                                       | Kochánovské pláně              | Javorensko-vysocký hřbet (Javorná, 1090 m) Zhůřské pláně (Nad Šmauzy, 1068 m)                                      |
| ŠUMAVSKÉ PLÁNĚ                                                                       | Kvildské pláně                 | Prášilské pláně (Poledník, 1315 m) Modravské pláně (Tetřev, 1260 m) Roklanské pláně (Blatný vrch, 1376 m)          |
| ŠUMAVSKÉ PLÁNĚ                                                                       | Javornická hornatina           | nečlení se (Javorník, 1067 m)                                                                                      |
| ŠUMAVSKÉ PLÁNĚ                                                                       | Svojšská hornatina             | nečlení se (Huťská hora, 1188 m)                                                                                   |
| ŠUMAVSKÉ PLÁNĚ                                                                       | Knížecí pláně                  | Lipecké pláně (Výška, 1118 m) Novosvětské pláně (Obrovec, 1164 m) Stráženské pláně (Žlíbský vrch, 1133 m)          |
| ŽELEZNORUDSKÁ HORNATINA                                                              | Debrnická hornatina            | nečlení se (Plesná, 1338 m)                                                                                        |
| ŽELEZNORUDSKÁ HORNATINA                                                              | Královský hvozd                | nečlení se (Jezerní hora, 1344 m)                                                                                  |
| ŽELEZNORUDSKÁ HORNATINA                                                              | Pancířský hřbet                | Můstecký hřbet (Můstek 1235 m) Prenetský hřbet (Prenet, 1071 m) Hojsovostrážská hornatina (Můstek Z I, 1006 m)     |
| TROJMEZENSKÁ HORNATINA                                                               | Stožecká hornatina             | Radvanovická vrchovina (Žlebský kopec, 1080 m) Stráženská kotlina (850 m) Stožecká kotlina (850 m)                 |
| TROJMEZENSKÁ HORNATINA                                                               | Plešská hornatina              | Plešský hřbet (Plechý, 1378 m) Jelenská vrchovina (Jelenská hora, 1069 m)                                          |
| TROJMEZENSKÁ HORNATINA                                                               | Novopecká kotlina              | nečlení se (Šešovec, 899 m)                                                                                        |
| TROJMEZENSKÁ HORNATINA                                                               | Vítkovokamenská hornatina      | Výtoňská hornatina (Vítkův kámen, 1035 m) Pasečenská kotlina (830 m) Hraničenská vrchovina (Mezileský vrch, 884 m) |
| TROJMEZENSKÁ HORNATINA                                                               | Lučská hornatina               | Lipenská vrchovina (Kaliště, 993 m) Loučovická hornatina (Hvězdná, 1012 m)                                         |
| BOUBÍNSKÁ HORNATINA                                                                  | Boubínský hřbet                | nečlení se (Boubín, 1362 m)                                                                                        |
| BOUBÍNSKÁ HORNATINA                                                                  | Včelenská hornatina            | nečlení se (Kupa, 1044 m)                                                                                          |
| ŽELNAVSKÁ HORNATINA                                                                  | Knížecí hornatina              | Chlumská hornatina (Knížecí stolec, 1236 m) Špičácká část (Špičák, 1223 m)                                         |
| ŽELNAVSKÁ HORNATINA                                                                  | Křišťanovská vrchovina         | Skalinská hornatina (1040 m) Arnoštovká pahorkatina (920 m)                                                        |
| VLTAVICKÁ BRÁZDA                                                                     | Hornovltavická brázda          | nečlení se (846 m)                                                                                                 |
| VLTAVICKÁ BRÁZDA                                                                     | Dolnovltavická brázda          | nečlení se (790 m)                                                                                                 |
| PROVINCIE • Subprovincie • Oblast / Celek / PODCELEK • Okrsek • Podokrsek • (vrchol) |                                | |

## Nejvyšší vrcholy
Celkem je v tomto geomorfologickém podcelku 83 tisícovek, nejvíce ze všech v Česku. Nejvyššími vrcholy jednotlivých okrsků jsou:
- Blatný vrch (1376 m)
- Huťská hora (1188 m)
- Obrovec (1146 m)
- Javorná (1090 m)
- Javorník (1067 m)

Dalšími výraznými horami Šumavských plání jsou Křemelná, Poledník, Antýgl nebo Stráž.

## Vodstvo
Šumavské pláně odvodňují zdrojnice Otavy – Vydra a Křemelná, horní Volyňka a horní Vltava. Malou pohraniční část území odvodňují přítoky Řezné (Regen) do Dunaje.